# Kwania (district)
Kwania is een district in het noorden van Oeganda. Hoofdstad van het district is de stad Aduku. Het district telde in 2014 184.304 inwoners op een oppervlakte van 1.108 km². Van de bevolking woonde toen 96% op het platteland. In 2020 was de bevolking naar schatting al opgelopen tot meer dan 216.000.
Het district werd opgericht in 2018 door afsplitsing van het district Apac. Het district ligt aan het Kwaniameer.